# Torsten Koop
Torsten Koop (* 11. Mai 1965) ist ein ehemaliger deutscher Fußballschiedsrichter.
Koop leitete von 1995 bis 2004 83 Bundesligaspiele. Außerdem leitete der Schiedsrichter der SG Aufbau Boizenburg von 1993 bis 2004 67 Begegnungen der 2. Fußball-Bundesliga.
Im Zuge des Bundesliga-Wettskandals wurde Koop für drei Monate gesperrt, weil er einen Anwerbungsversuch von Robert Hoyzer erst verspätet beim DFB gemeldet hatte. Dieses Versäumnis begründete er damit, dass er Hoyzers Werben als Prahlerei gewertet hatte. Nach Ablauf der Sperre bestand Koop wegen Problemen mit der Achillessehne, die aus einer Verletzung in seinem letzten Zweitligaspiel zwischen Wacker Burghausen und dem 1. FC Köln resultierten, die Leistungstests des DFB nicht und beendete seine Schiedsrichterlaufbahn.
Koop lebt in Lüttenmark in der Gemeinde Greven bei Boizenburg/Elbe und arbeitet für den Sportartikelhersteller Adidas in Hamburg.